# Miracle sur la deuxième ligne

Miracle sur la deuxième ligne est un téléfilm de la collection des Disney Channel Original Movie, diffusé pour la première fois en mai 2000 aux États-Unis.

## Synopsis
Justin Yoder habite une ville de banlieue américaine avec ses parents et son frère ainé, Seth, un grand sportif accompli. Atteint de la maladie congénitale de Spina Bifida, qui le maintient paralysé des jambes et le soumet à des migraines récurrentes, il rêve de prendre sa revanche sur la vie en décrochant une médaille dans une discipline sportive.
Il va par la suite rencontré Levi qui deviendra son meilleur ami. Avec lui, ils formeront un duo inséparable.

## Distribution
- Frankie Muniz : Justin Yoder
- Léandro Berne : Levis Burton
- Rick Rossovich : Myron Yoder
- Molly Hagan : Sheila Yoder
- Patrick Levis : Seth Yoder
- Roger Aaron Brown : Vic Sauder
- Tuc Watkins : God/Bobby Wade